# Onthophagus bronzeus
Onthophagus bronzeus là một loài bọ cánh cứng trong họ Bọ hung (Scarabaeidae).